# Maurizio Damiano-Appia
Pour les articles homonymes, voir Damiano et Appia.
Ne doit pas être confondu avec Maurizio Damilano.
Maurizio Damiano-Appia est égyptologue, spécialisé dans l'étude de la civilisation nubienne. Il est l'un des premiers vulgarisateurs de l’égyptologie en Italie ; il a publié de nombreux volumes et quelques centaines d'articles à caractère spécialisé et de vulgarisation sur l'Égypte antique, la Nubie, la mer Rouge, le Sinaï et le Proche-Orient.
Son principal domaine d'études, l'égyptologie, est complété par des spécialisations en archéologie égyptienne, épigraphie hiéroglyphique, histoire et archéologie nubienne. Une deuxième branche d'étude complète la première, fournissant une vision différente et plus globale : ce sont ses études de sciences naturelles ; dans le sillage de ces études il a créé un projet anthropologique d'intervention au Soudan, où sa connaissance du territoire, acquise au cours des missions archéologiques, a été utilisée pour le développement du projet d’aides internationales ; les interventions ont été réalisées en collaboration avec le ministère italien des Affaires Étrangères, avec l'institut italo-africain et avec divers organismes des Nations unies (UNICEF, PNUD, PAM).

## Travaux et découvertes
Il a été collaborateur du musée égyptologique de Turin et de l'université de Pavie ; ensuite il a été professeur d'égyptologie à l'università Aperta d’Imola entre 1998 et 2002 ; il est fondateur et coordinateur du « projet Nubie », financé au fil des années par différents sponsors, privées et publics, comme le ministère italien des Affaires étrangères, l'Istituto Italo-africano, les Nations unies, au Soudan ; à son crédit, il a des années de recherche dans les déserts de l’Égypte et de Nubie ; il a travaillé et vécu au Soudan entre 1979 et 1988, au cours du « projet Nubie », qu'il a créé ; il s'agit d'un projet d’exploration et de catalogage des antiquités de la Nubie soudanaise ; au cours du projet il a découvert plusieurs nécropoles méroïtiques, un temple de la même époque, diverses nécropoles de la période de Kerma, et des centaines de sites préhistoriques.
Il a créé l’archive photographique des antiquités de Nubie ; l'archive, maintenant en sa possession pour le centre de recherches égyptologiques (Centro ricerche egittologiche), et élargi par le répertoire de l’Égypte ancienne, est parmi les plus importantes dans le monde et compte plus de 600 000 images archéologiques choisies. En outre, l’archive est enrichie par les images des différents pays où il a travaillé ou voyagé : l'Égypte, le Soudan, et des pays comme la Libye, la Jordanie, la Syrie, l'Irak, l'Iran, l'Afghanistan et d'autres régions du monde. Dans le domaine de l'anthropologie, pour le « Projet Nubie » Maurizio Damiano a créé, avec l'université de Pavie, le premier projet d'écologie humaine appliquée (intervention de projet multidisciplinaire appliqué au territoire) en coopération avec l'ONU. Ses deux volumes, réalisés sur la base de son travail au Soudan, ont été un point de départ pour la création d'actions de collaboration basées sur le modèle de l'analyse globale (écologie humaine).
Au cours des dernières années, il a exploré la zone la plus éloignée du désert occidental égyptien ; il a dessiné les premières cartes des zones explorées. Avec l'équipe de G. Negro, il a découvert en 1992 une vallée qui pourrait être décrite comme l'un des sites de l’oasis de Zerzura, cherché en vain par des dizaines d'explorateurs sahariens depuis le siècle dernier (c’est l'oasis recherchée par le protagoniste du roman et film Le Patient anglais) ; il a découvert une ancienne piste avec des constructions romaines et alamat (marque piste) et qui pourrait être la « piste d'Alexandre le Grand », parcourue par le conquérant qui se dirigeait vers l'oasis de Siwa ; dans le désert oriental d’Égypte ; il a découvert plusieurs mines d’or de l'époque égyptienne, un village minier des ouvriers des mines d’or de la même période, trois forteresses romaines et les plus grandes carrières de silex jusqu'à présent connues, exploitées de la préhistoire égyptienne jusqu'à l'époque romaine. Dans le domaine des études historiques, il a contribué à combler les lacunes qui occupaient encore le contexte de l'histoire de Nubie pendant de longues périodes, précédemment inconnus (3000-2200 ; 1100 à 800 av. J.-C.) ; il a retracé l'histoire des débuts du peuple du désert oriental, les Medjaÿ, précédemment connus seulement par des documents égyptiens et ailleurs totalement inconnus.
Au cours des dernières années sa recherche s’est concentrée sur les origines de la civilisation égyptienne dans la préhistoire et en particulier sur la transition fondamentale du paléolithique au néolithique que - comme cela devient de plus en plus clair - a eu lieu juste dans les régions de la grande mer de sable (GSS). Pour la période néolithique la découverte de nombreux sites préhistoriques avec des peintures rupestres aide à comprendre de plus en plus l'extension de l'art pictural de la période néolithique.

## Enseignement et vulgarisation
À l'université de Pavie, il a tenu entre 1984 et 1990, une série de conférences sur la paléoanthropologie pour les étudiants et un séminaire d'écologie humaine appliquée sur les zones rurales des pays en développement pour les professeurs. En 1998, commencent ses cours d'égyptologie à l'università Aperta de Imola, qui se sont poursuivis jusqu'en 2002. Dans la même année, il a organisé un cours d’égyptologie à l'université Popolare de Sona (Vérone). Depuis janvier 2003, il a commencé les cours d’égyptologie à Vérone qui sont les seuls en Italie reconnus par le ministère de l'Éducation comme « valables pour la spécialisation des professeurs »[réf. nécessaire] ; en décembre 2003 ont commencé les cours à l'Est de Vérone.
Aujourd'hui, en plus des cours d'égyptologie tenu pour le Centre de Recherche Égyptologique (CRE), il enseigne l'histoire du Proche-Orient ancien pour l'association inAsia et l'égyptologie pour l'institut Toniolo de Vérone. Depuis 1984, il est l'un des premiers promoteurs de la vulgarisation. Ses œuvres ont contribué à encourager la diffusion archéologique, afin de faire sortir l’égyptologie du cercle des initiés restreints. Dans cet esprit, il a fait une exposition sur l’Égypte et la Nubie à la Galerie du Sagrato (Piazza Duomo) à Milan (1984) et a participé à divers services de télévision pour les télés publiques Rai 1, Rai 3 et divers télévisions privées (depuis 1985) ainsi que pour les journaux et radio.
Il a publié vingt-et-un livres dans diverses langues et des centaines d'articles sur l'Égypte, la Nubie, la Jordanie, la Libye, deux CD-ROM et un documentaire de 150 minutes en DVD qui couvre l'ensemble de l’Égypte, avec les déserts et le Sinaï (traduit en sept langues). Depuis 1984, il organise une série de conférences en Italie et à l'étranger sur l’Égypte et la Nubie. Il est le créateur de cours et cycles de conférences en Égypte, en partenariat avec des voyages d'études spéciales. En 1989, avec le Centro Studi L. Negro de Milan il a commencé le projet d'exploration et de recherche dans la grande mer de sable (GSS), la plus grande zone désertique de l’Égypte, c'est-à-dire l’extrême bord oriental du Sahara, et dans les zones les plus à l'ouest et au sud de l’Égypte. La recherche s'est poursuivi depuis 1996 pour le Centre de Recherche Égyptologique (CRE) jusqu’en 2011 ; à ce jour les expéditions sont suspendues pour des raisons de sécurité : toute la zone est déclarée militaire à cause de la situation politique en Libye. Ces régions ont été explorées pas les expéditions du CRE de plus en plus à l'ouest, aux extrémités de la Libye, et au sud, à la frontière avec le Soudan ; des régions tels que la grande mer de sable, Gilf al-Kabir et Jebel Uweinat ont révélé des centaines de sites avec des artefacts préhistoriques et peintures rupestres. Maurizio Damiano-Appia, au sein du projet, a été directeur de la mission archéologique.
Maurizio Damiano-Appia est également fondateur et directeur du CRE (Centre de Recherche Égyptologique) de Vérone pour le compte de qui il dirige les missions exploratoires dans le désert occidental de l’Égypte. Avec le CRE, en plus d’intégrer les archives photographiques, cartographiques, archéologiques et informatiques, il cherche à reconstituer dans la réalité virtuelle des sites archéologiques entiers, comme Thèbes, avec chaque monument connu.

## Associations archéologiques
Maurizio Damiano était ou est membre de diverses organisations culturelles internationales :
- l'association égyptologique Reine Élisabeth, Bruxelles ;
- The Soudan Archeological Research Society, du British Museum, à Londres ;
- Egyptian Exploration Society du British Museum, Londres ;
- Association pour la sauvegarde du Ramesseum, Paris ;
- Associazione Collaboratori e Amici del Museo Egizio, Turin ;
- Fondazione Culturale Luigi Negro, Milan ;
- Association Amis Art Rupestre, Lyon.

## Publications
- Guide archéologique. Égypte et Nubie I., 1997 (ISBN 84-413-0703-2) ;
- Dictionnaire encyclopédique de l'Ancienne Égypte [détail des éditions]
- L'Égypte antique  (trad. de l'italien), Paris, éd. Gallimard, 2002, 399 p. (ISBN 2-07-011699-9).